# دمینک
دمینک (به لهستانی:  Dyminek) یک روستا در لهستان است که در گمینا بیاو بور واقع شده‌است. دمینک ۸۰ نفر جمعیت دارد.